# تحلل بروتيني

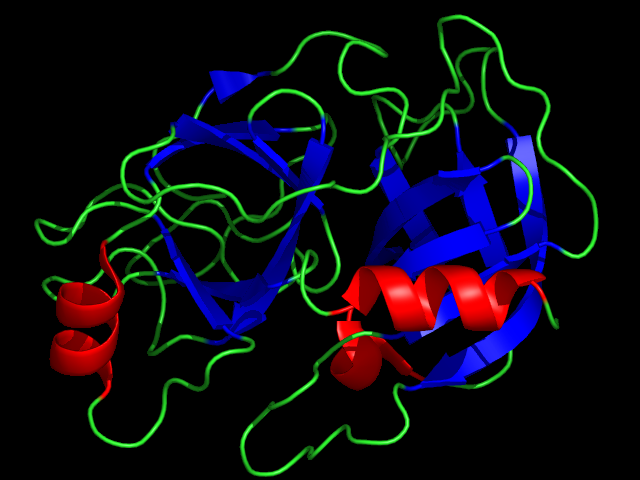

التحلل البروتيني هي عملية انحلال البروتينات إلى مكوناتها الأولية أي أحماض أمينية عن طريق تفاعلات حلمهة محفزة من الببتيداز أي باختصار عملية هدم البروتين جزئياً أو كلياً.

## تصنيف
يمكن تصنيف التحلل البروتيني  تبعاً للمكان الذي تتم فيه العملية:
1. تحلل بروتيني داخل خلوي:
  - هدم البروتينات الخلوية في proteasome
  - هدم  البروتينات المأخوذة عن طريق البلعمة في الجسيمات الحالة
2. تحلل بروتيني خارج خلوي:
  - هدم البروتينات من المنطقة خارج الخلوية عن طريق ببتيداز تفرزها الخلايا أو مثبتة على الغشاء الخلوي.  
  - هدم البروتينات الموجودة في الغذاء خلال عملية الهضم عن طريق بروتينات مصنوعة في المعدة أو العفج ، أو البنكرياس(على سبيل المثال البيبسين, , الأمينية peptidases، التربسين، كيموتربسين, الإيلاستاز, كولاجيناز).

يحدد التحلل البروتيني  عمر النصف للبروتينات ولذلك فانها عملية مضبوطة، تستخدم الأحماض الأمينية الناتجة من عملية التحلل البروتيني لإنتاج بروتينات جديدة أو في لإنتاج الطاقة 
لا تقتصر عملية التحلل البروتيني على الهدم الكامل للبروتين فمن الممكن أن يتم تحلل جزأي للبروتين غير الناضج أو غير الفعال لإنتاج بروتين ناضج أو فعال على سبيل المثال إنتاج بروتينات فعالة في عملية تخثر الدم.
 مثال أخر هو تعديل البروتينات بعد عملية الترجمة. 